# Clément Maury
Clément Maury (Aurillac, 20 novembre 1985) è un calciatore francese, portiere del Bastelicaccia.

## Carriera
Cresciuto nelle giovanili dello Châteauroux, gioca nelle serie minori del calcio francese fino a quando viene acquistato dal Gazélec Ajaccio nel 2010, all'epoca ancora militante in quarta serie.
Fu protagonista, disputando sei stagioni da titolare, della scalata che vide il club corso raggiungere la Ligue 1 nell'annata 2015-2016.